# La Villette
La Villette é uma comuna francesa na região administrativa de Normandia, no departamento de Calvados. Estende-se por uma área de 9,74 km². Em 2010 a comuna tinha 235 habitantes (densidade: 24,1 hab./km²).
O Parc de la Villette é um parque urbano em Paris situado no 19º arrondissement, na divisa com Seine-Saint-Denis. Foi projetado por Bernard Tschumi. Em 25 hectares de um antigo abatedouro ele é o maior parque da cidade de Paris e sua segunda maior área-verde (depois do Cemitério do Père-Lachaise). O parque abriga construções públicas voltadas à Ciência e à Música, além de muitos "follies", que são elementos arquitetônicos construídos em jardins com formas e funções distintas. Tschumi venceu a concorrência para o projeto do parque e discutiu sua proposta do projeto com Jacques Derrida.
Ele também abriga:
Cité des Sciences et de l'Industrie : um dos maiores museus de ciências da Europa.
La Géode : um teatro com cobertura esférica.